# Грб Сомалије
Грб Сомалије је званични хералдички симбол афричке државе Савезне Републике Сомалије. Грб је усвојен 10. октобра, 1956. године.

## Опис
Леопарди који држе штит, и бела петокрака звезда се такође налазе на грбу који је коришћен током италијанске управе. Грб Сомалије од 8. јуна, 1919, је био штит подељен хоризонтално таласастом белом линијом. Горња половина штита је била плава са леопардом природних боја, и белом петокраком звездом.